# The Original High
The Original High é o terceiro álbum de estúdio do cantor Adam Lambert. Estreou na 3ª posição da Billboard 200 nos Estados Unidos, com 42 mil cópias vendidas em sua primeira semana, e em 8º lugar no Reino Unido. O disco é a primeira gravação do cantor na gravadora Warner Music, após sua saída da RCA. Em janeiro de 2015 através de sua conta no twitter, Adam noticiou que lançaria o álbum nesse mesmo ano, com o primeiro single no mês de abril. Ghost Town, lead-single, foi lançada em 20 de abril, e o clipe em 29 de abril, dirigido por Hype Willians. 

## Antecedentes
Após a saída de Adam da gravadora RCA muito se especulou sobre o futuro do cantor, que acabou assinando com a Warner Music para o lançamento de seu terceiro disco. Em entrevista, Adam disse que o álbum seria "um pouco agridoce e melancólico”. Ele também revelou estar trabalhando com Max Martin e Shellback na produção do álbum.

## Lista de faixas
| Faixas               | Duração |
| -------------------- | ------- |
| Ghost Town           | 03:28   |
| The Original High    | 03:26   |
| Another Lonely Night | 03:45   |
| Underground          | 03:37   |
| There I Said It      | 04:20   |
| Rumors feat. Tove Lo | 03:45   |
| Evil In The Night    | 03:56   |
| Lucy feat Brian May  | 03:32   |
| Things I Didn’t Say  | 03:58   |
| The Light            | 03:35   |
| Heavy Fire           | 03:19   |
| After Hours          | 02:44   |
| Shame                | 03:26   |
| These Boys           | 03:25   |